# マイクロファイバー
マイクロファイバー（microfiber、イギリス英語ではmicrofibre）は、1デニールまたはデシテックス/糸よりも細い合成繊維で、直径が10マイクロメートル未満のもの。
マイクロファイバーの最も一般的なタイプは、ポリエステル、ポリアミド（例: ナイロン、ケブラー、ノーメックス）などで作られ、ポリエステル、ポリアミド、ポリプロピレンの組み合わせで使用される。マイクロファイバーは、衣服、家具張り地、工業用フィルター、清掃用品のための敷物、編み物、織物などに使用される。特定の特性（柔軟性、耐久性、吸収性、撥水性、静電気、濾過性）のために、合成繊維の形状、サイズ、組み合わせが選ばれる。

## 歴史
0.7デニールよりも細い超微細繊維の生産は、1950年代後半にメルトブロー法とフラッシュ紡糸法を用いて始まった。初期には、ランダムな長さの細い短繊維しか製造できず、ほとんど応用例がなかった。その後、連続長繊維の超微細繊維を製造するための実験が行われ、1960年代の日本で実施された実験が最も有望だった。東レの科学者、岡本三宜の発見、および彦田豊彦の発見により、多くの産業応用が生まれた。1970年代に市場に出た最初の成功した合成マイクロファイバーの一つであるウルトラスエードなどがこれに該当する。マイクロファイバーの使用はテキスタイル産業で拡大し、1990年代初頭にスウェーデンで初めて発表され、その後10年間でヨーロッパの製品として成功した。

## その他の使用法
マイクロファイバーは、100%ポリエステル、またはポリエステルとポリアミド（ナイロン）の混合物である清掃用製品に使用される。最高品質の清掃用ファブリックでは、製造過程で繊維が分割され、多岐に渡る繊維が生産される。分割されたマイクロファイバーは、他のファブリックよりも清掃用途に効果的である。構造により汚れを捕捉し保持し、液体を吸収する。綿と異なり、マイクロファイバーは繊維くずを残さない。
マイクロファイバーは、特に水溶性の土壌やワックスに最も効果的であるが、分割されていないマイクロファイバーは非常に柔らかい布に過ぎない。光学部品などの精密な清掃に使用する場合、湿った布で一度拭いた後、再使用してはならない。

## 環境および安全性に関する問題
マイクロファイバー製品は、ハイドロカーボン（ポリエステル）またはカーボハイドレート（セルロース）から製造される場合、燃焼時に有毒ガスを放出する可能性がある。そのポリエステルおよびナイロンの原料は石油化学製品であり、リサイクルできず生分解性もない。
マイクロファイバー製品はまた、洗濯時に放出され、地域の廃水処理場に運ばれ、水中のプラスチック汚染の原因となる。